# Рали Инджев
Рали (Ради) Стоянов Инджев, наречен Орлю, е български революционер, одрински деец на Вътрешна македоно-одринска революционна организация.

## Биография
Инджев е роден в 1877 година в лозенградското село Кула, тогава в Османската империя, днес в Турция. Завършва VI клас на българската семинария в Цариград. От 1902 до 1904 година е учител в Дедеагач, като същевременно е и член на околийския комитет на ВМОРО. През 1904–1905 година е учител в Одрин и запасен член на окръжния революционен комитет. След това е учител в Лозенград, Свиленград, Сяр и на други места.
При избухването на Балканската война в 1912 година е доброволец в Македоно-одринското опълчение в нестроева рота на 10 прилепска дружина. Награден е с бронзов медал.